# Hesperocranum
Hesperocranum rothi  es una especie de araña araneomorfa de la familia Linyphiidae. Es el único miembro del género monotípico Hesperocranum.

## Distribución
Se encuentra en Estados Unidos en California y Oregón.